# Jesse Bertrams
Jesse Bertrams (Best, 22 december 1994) is een Nederlands voormalig voetballer die als doelman speelde.

## Carrière
Bertrams speelde in de jeugd van Best Vooruit en werd in 2003 opgenomen in de jeugdopleiding van PSV. Dit gebeurde twee jaar nadat zijn oudere broer Nigel dezelfde overgang maakte. Bertrams debuteerde op 28 oktober 2013 in het betaald voetbal. Hij nam het die dag met Jong PSV op tegen Telstar, een wedstrijd in de Eerste divisie. Hij speelde in de volgende drie seizoenen in dat team en concurreerde daarin voor zijn plek in het doel met voornamelijk Benjamin van Leer, Luuk Koopmans en zijn broer. Een debuut in het eerste team bleef uit.
Bertrams verbintenis bij PSV liep in juli 2016 af. Diezelfde maand tekende hij een contract tot medio 2018 bij Lommel United, op dat moment actief in de Tweede klasse. Na een jaar stapte hij over naar SC Cambuur. Nadat hij een half jaar geen club had, vervolgde Bertrams zijn loopbaan in januari 2019 bij ASV Geel. Vanaf het seizoen 2019/20 speelt hij voor Lommel SK. Op 5 oktober 2020 werd zijn contract ontbonden en besloot hierna te stoppen met voetballen. 

## Statistieken
| Seizoen         | Club            | Competitie      | Competitie | Competitie | Beker | Beker | Internationaal | Internationaal | Totaal | Totaal |
| Seizoen         | Club            | Competitie      | Wed.       | Dlp.       | Wed.  | Dlp.  | Wed.           | Dlp.           | Wed.   | Dlp.   |
| --------------- | --------------- | --------------- | ---------- | ---------- | ----- | ----- | -------------- | -------------- | ------ | ------ |
| 2013/14         | Jong PSV        | Eerste divisie  | 12         | 0          | 0     | 0     | -              | -              | 12     | 0      |
| 2014/15         | Jong PSV        | Eerste divisie  | 20         | 0          | 0     | 0     | -              | -              | 20     | 0      |
| 2015/16         | Jong PSV        | Eerste divisie  | 13         | 0          | 0     | 0     | -              | -              | 13     | 0      |
| Club totaal     | Club totaal     | Club totaal     | 45         | 0          | 0     | 0     | 0              | 0              | 45     | 0      |
| 2016/17         | Lommel United   | Eerste klasse B | 34         | 0          | 1     | 0     | -              | -              | 35     | 0      |
| Club totaal     | Club totaal     | Club totaal     | 34         | 0          | 1     | 0     | 0              | 0              | 35     | 0      |
| 2017/18         | SC Cambuur      | Eerste Divisie  | 9          | 0          | 1     | 0     | -              | -              | 10     | 0      |
| Club totaal     | Club totaal     | Club totaal     | 9          | 0          | 1     | 0     | 0              | 0              | 10     | 0      |
| Carrière totaal | Carrière totaal | Carrière totaal | 88         | 0          | 2     | 0     | 0              | 0              | 90     | 0      |

Bijgewerkt op 25 mei 2018